# Mount Wellington (Tasmanien)

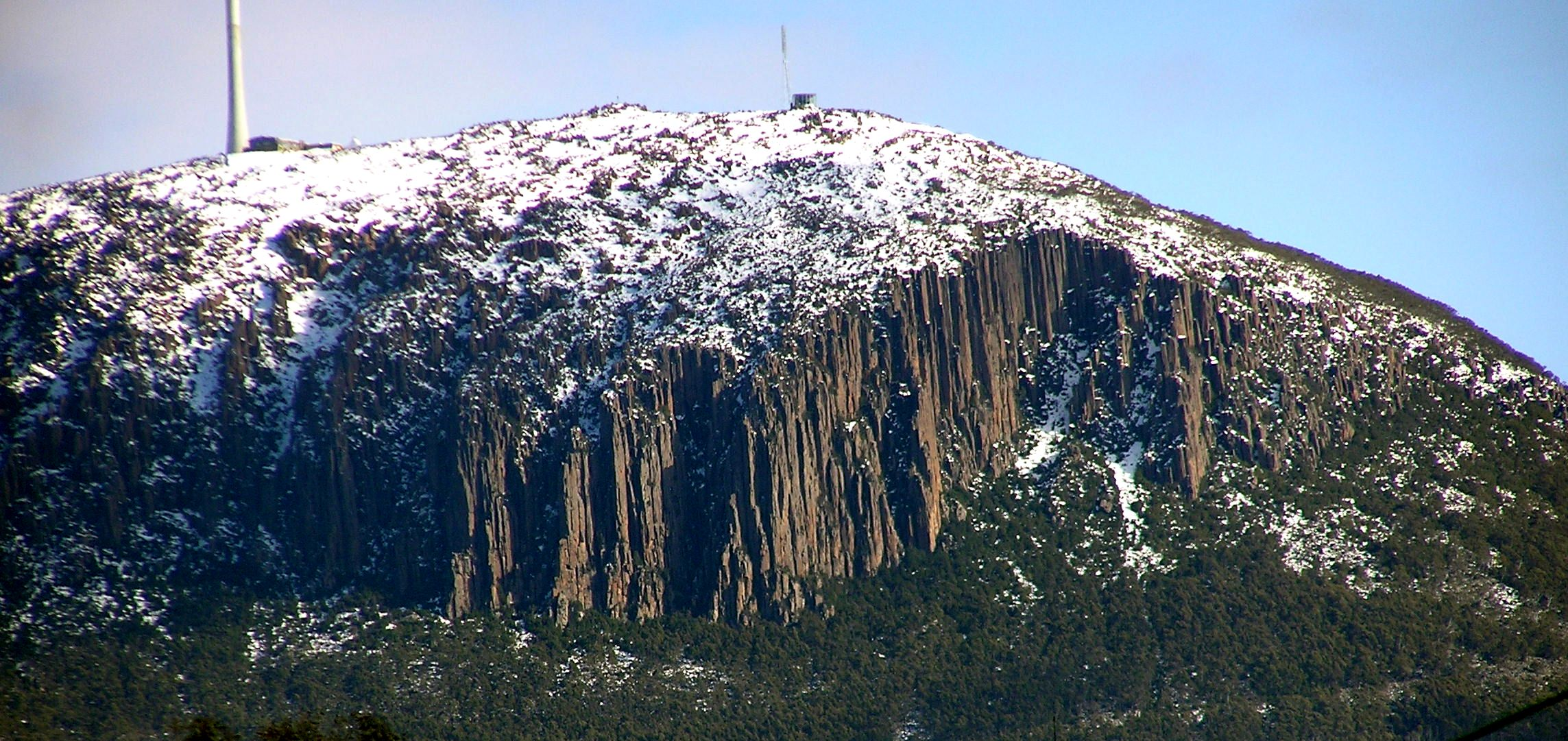
Orgelpfeifen

Der 1271 Meter hohe Mount Wellington ist der Hausberg von Hobart, der Hauptstadt des australischen Bundesstaates Tasmanien.
Mehrere Wanderwege führen auf dem direkten Weg zum Gipfel. Eine Autostraße umfährt den Berg. Neben der Aussicht auf die gesamte Derwentmündung sowie die Tasman-Halbinsel gehört ein Basaltkliff, genannt die Orgelpfeifen, zu den Hauptattraktionen des Aufstiegs.
Der Mount Wellington ist häufig, teilweise sogar im Sommer schneebedeckt. Temperaturunterschiede von bis zu 10 °C im Vergleich zur Stadt sind keine Seltenheit, darüber hinaus ist der Berg die meiste Zeit des Jahres in Wolken gehüllt. Beim jährlichen Freestyle-Aufstieg sind im 20. Jahrhundert eine Reihe von Teilnehmern ums Leben gekommen, deren Gräber heute die Aufstiegsrouten säumen. Das Tasmanische Buschfeuer von 1967 zerstörte einen großen Teil der Vegetation.
Der Mount Wellington ist der größte Vulkankegel in Tasmanien. Um ihn säumen sich noch weitere ältere und kleinere Vulkankegel.

## Weblinks

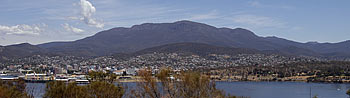
Mount Wellington mit Hobart im Vordergrund